# 小西灣 (選區)
小西灣（英語：Siu Sai Wan，代號C11）曾是香港東區區議會下轄的選區，1994年設立，自2021年起懸空至2023年取消，懸空前的區議員為柴灣起動成員陳榮泰。

## 範圍
選區位於小西灣中部，現時包括小西灣邨瑞滿樓、瑞益樓、瑞發樓、瑞福樓、瑞盛樓、瑞明樓、瑞泰樓和瑞隆樓，另外還有相距較遠的單棟住宅富安閣、富明閣和富城閣，與其相鄰的選區有翠灣、欣藍、景怡、漁灣和佳曉，投票站設於小西灣社區會堂。

## 沿革
1993年港督彭定康推行政改方案改革區議會，取消所有委任議席及雙議席選區制度，全面實行單議席單票制，並改由選區分界及選舉事務委員會制定，區議會選區數目亦因應人口變動而大幅增加，當時發展中的小西灣一帶由雙議席柴灣南選區分拆為多個選區，小西灣選區是其中之一。
小西灣選區首次出現於1994年區議會選舉，該次選舉由民主建港聯盟陳靄群、自由黨簡偉靈與民主黨黃洪照爭奪，最後陳靄群勝出。
1999年區議會選舉，人口估算約15,604人，其中有7,329位選民，投票站設於東華三院李志雄紀念小學，由民建聯陳靄群和民主黨李惠照爭奪議席，最終陳靄群以1,824票擊敗取得910票的李惠照而勝出。
2003年區議會選舉，當時估算約14,761人，其中有7,653位選民。今次陳再度參選，遇上公義同盟的梁雪芳，最後陳以1,997票擊敗取得874票的梁雪芳而勝出。
2007年區議會選舉，當時人口約13,640人，其中有8,020位選民，陳靄群今次與民主黨的甄順群爭奪，最後陳靄群以2,308票勝出。
2011年區議會選舉，選區估算約13,760人，其中有9,054位選民，今次陳靄群自動當選。2012年工聯會與民建聯實行分家，大部分帶工會背景的民建聯黨員均退出民建聯，單以工聯會名義活躍，陳靄群是其中之一。
2015年區議會選舉，上屆選後已經傳出陳靄群退休，讓位給時任立法會議員王國興出戰超級區議會，消息後來得到證實。不過當區左派團體－柴灣區街坊福利會理事長朱日安亦在當區部署參選，加上一心為狙擊王國興的人民力量譚得志參選，形成混戰。選舉日傳媒拍到有位婆婆不斷帶著不同長者來回投票站，並指示他投票予朱日安。長者被問及此事時三緘其口，而朱日安則說是支持者個人行為。在左派集中支持下，王國興以當區設立以來最低的49%得票率當選。
後來王國興的確如外界預測，接替陳婉嫻代表工聯會出戰超級區議會。本來王國興在民調中一直處於中游，但選舉結果卻不似預期，民建聯兩條名單雙雙當選，工聯會就以一萬票之差輸給民主黨的涂謹申。結果公佈當晚，過百市民就帶同午餐肉到小西灣邨的王國興辦事處「祝賀」王氏落馬。期後有報導指9月4日投票當日，民建聯臨時變陣，一改之前以港九新界分票策略，於東區動員投周浩鼎，令根據地在東區的王國興（自1988年起，王便擔任東區區議員至2007年，更於2000-2003年擔任東區區議會副主席）選情告急。事後工聯會會長林淑儀在記者會中更暗批對手用下三流手段拉票，誤導市民以為王國興已夠票。而根據選後結果分析，王國興得票與上屆陳婉嫻沒大分別，但中產地區得票卻下跌不少，分析指與王在立法會中的激進行為不得吸引中產人士得票不無關係。
2019年區議會選舉提名期開始之前，王國興宣佈不會爭取連任，工聯會改派李樂昕在本區出選，朱日安則繼續參選，但李最後不敵以獨立民主派身份參選的本區居民、網台D100監製陳榮泰，而陳榮泰亦成為本區首位非建制派區議員。
2021年9月15日，陳榮泰被香港政府根據《基本法》第104條的解釋所訂下的原則及相關的法律規定，宣布其宣誓為無效宣誓而失去議員資格，結束一年餘的區議員任期。
議席藉此一直懸空至2023年選舉改革被撤銷，與杏花邨、翠灣、欣藍、景怡、環翠、翡翠、興民、樂康、翠德、漁灣及佳曉選區合併為柴灣選區。

## 歷屆議員
| 屆別                  | 議員   | 政治聯繫 | 政治聯繫        |
| --------------------- | ------ | -------- | --------------- |
| 1994年－1999年        | 陳靄群 |          | 民建聯 · 工聯會 |
| 2000年－2003年        | 陳靄群 |          | 民建聯 · 工聯會 |
| 2004年－2007年        | 陳靄群 |          | 民建聯 · 工聯會 |
| 2008年－2011年        | 陳靄群 |          | 民建聯 · 工聯會 |
| 2012年－2015年        | 陳靄群 | 工聯會   |                 |
| 2016年－2019年        | 王國興 | 工聯會   |                 |
| 2020年－2021年9月15日 | 陳榮泰 |          | 柴灣起動        |
| 2021年9月16日－2023年 | 懸空   | 懸空     | 懸空            |

## 歷屆選舉結果
| 政党   | 政党             | 候选人    | 票数  | %     | ±      |
| ------ | ---------------- | --------- | ----- | ----- | ------ |
|        | 柴灣區街坊福利會 | 1. 朱日安 | 288   | 4.81  | -14.80 |
|        | 柴灣起動         | 2. 陳榮泰 | 3,212 | 53.67 | 不適用 |
|        | 工聯會/ 民建聯   | 3. 李樂昕 | 2,485 | 41.52 | -8.09  |
| 多数票 | 多数票           | 多数票    | 727   | 12.15 | -6.68  |

| 政党   | 政党           | 候选人    | 票数  | %     | ±      |
| ------ | -------------- | --------- | ----- | ----- | ------ |
|        | 香港工會聯合會 | 1. 王國興 | 1,981 | 49.61 | 不適用 |
|        | 無黨派         | 2. 朱日安 | 783   | 19.61 | 不適用 |
|        | 人民力量       | 3. 譚得志 | 1,229 | 30.78 | 不適用 |
| 多数票 | 多数票         | 多数票    | 752   | 18.83 | 不適用 |

| 政党   | 政党           | 候选人 | 票数     | %      | ±      |
| ------ | -------------- | ------ | -------- | ------ | ------ |
|        | 工聯會/ 民建聯 | 陳靄群 | 自動當選 | 不適用 | 不適用 |
| 多数票 | 多数票         | 多数票 | 不適用   | 不適用 | 不適用 |

| 政党   | 政党   | 候选人    | 票数  | %     | ±      |
| ------ | ------ | --------- | ----- | ----- | ------ |
|        | 民主黨 | 1. 甄順群 | 555   | 19.39 | 不適用 |
|        | 民建聯 | 2. 陳靄群 | 2,308 | 80.61 | +11.06 |
| 多数票 | 多数票 | 多数票    | 1,753 | 61.23 | +22.11 |

| 政党   | 政党     | 候选人    | 票数  | %     | ±      |
| ------ | -------- | --------- | ----- | ----- | ------ |
|        | 民建聯   | 1. 陳靄群 | 1,997 | 69.56 |        |
|        | 公義同盟 | 2. 梁雪芳 | 874   | 30.44 | 不適用 |
| 多数票 | 多数票   | 多数票    | 1,123 | 39.12 | +5.68  |

| 政党   | 政党   | 候选人    | 票数  | %     | ±      |
| ------ | ------ | --------- | ----- | ----- | ------ |
|        | 民主黨 | 1. 李惠照 | 910   | 33.28 | 不適用 |
|        | 民建聯 | 2. 陳靄群 | 1,824 | 66.72 |        |
| 多数票 | 多数票 | 多数票    | 914   | 33.44 | +8.82  |

| 政党   | 政党   | 候选人 | 票数 | %     | ±      |
| ------ | ------ | ------ | ---- | ----- | ------ |
|        | 民建聯 | 陳靄群 | 946  | 53.18 | 新選區 |
|        | 自由黨 | 簡偉靈 | 508  | 28.56 | 新選區 |
|        | 匯點   | 黃洪照 | 358  | 20.12 | 新選區 |
| 多数票 | 多数票 | 多数票 | 438  | 24.62 | 新選區 |